# Serra del Montalt
La Serra del Montalt és una serra situada al municipi de Tivissa a la comarca de la Ribera d'Ebre, amb una elevació màxima de 766 metres (punta nord del Montalt).